# Mokona (Magic knight Rayearth)
Pour les autres significations, voir Mokona.
 (octobre 2013).
 (octobre 2013).
Si vous disposez d'ouvrages ou d'articles de référence ou si vous connaissez des sites web de qualité traitant du thème abordé ici, merci de compléter l'article en donnant les références utiles à sa vérifiabilité et en les liant à la section « Notes et références ».
 (octobre 2013).

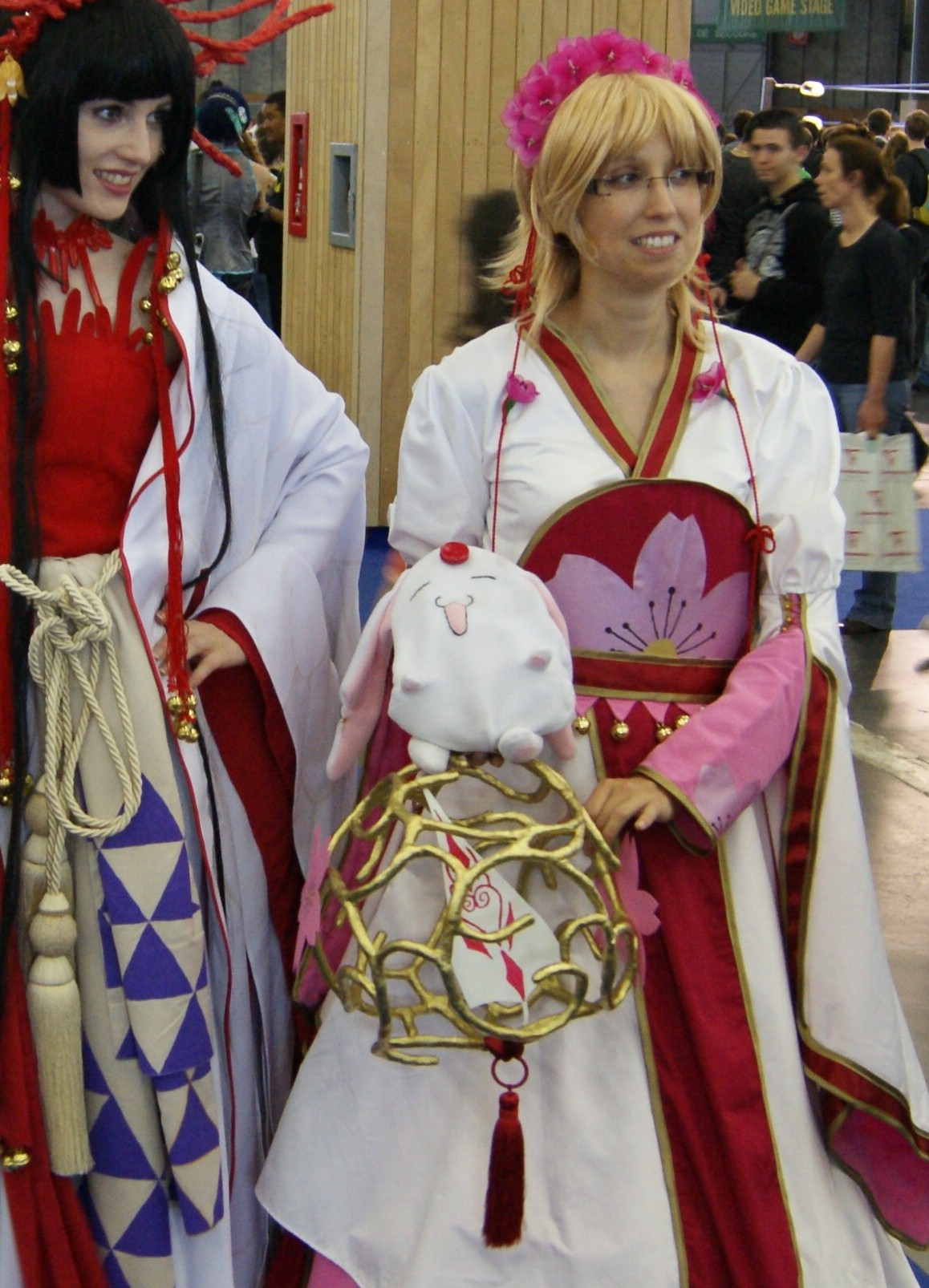
Mokona (au centre)
tenu par l'une des deux cosplayeuses
(à Japan Expo en 2012).

Mokona est un personnage de manga, créé par CLAMP et apparu pour la première fois dans Magic knight Rayearth en [Quand ?]. Il apparaît également dans les mangas ツバサ－RESERVoir CHRoNiCLE－ et XXXHOLiC, devenu en quelque sorte leur mascotte officielle. Son nom est aussi celui d'un des membres de CLAMP, Mokona.

## Apparence
C'est une créature typiquement kawaii, dont l'apparence est à mi-chemin entre un lapin et un oreiller sur pattes. Il a de longues oreilles et une gemme rouge sur le front. Dans Magic knight Rayearth, il ne parle que par onomatopées : Puuu ! et disparaît à la moindre indication de danger pour réapparaître peu après. Son rôle principal est de fournir aux héroïnes, via la magie de sa gemme, un endroit où dormir, de quoi manger, ou tout objet utile.
Les mokona sont des créatures de petite taille (environ 20-25 cm) de forme ovoïde. Ils possèdent un pelage blanc (ou noir), deux pattes courtes leur servant à sauter et à se déplacer, et deux oreilles longues et fines qui pendent le long de leur corps. Chacun d'eux possède deux yeux fermés, qui ne s'ouvrent que lors d'une communication télépathique avec leur jumeau, ou bien lors de la découverte d'une plume de mémoire (cf TRC). Ils possèdent également une pierre précieuse au milieu de ce que l'on pourrait appeler le front (un rubis pour le mokona blanc et un saphir pour le mokona noir), ainsi qu'une boucle d'oreille du même joyau à leur oreille respectivement droite et gauche.
Dans Tsubasa - RESERVoir CHRoNiCLE et XXXHOLiC, on retrouve deux copies de Mokona, ou Mokona Modoki (Modoki signifiant réplique), créés par la magie de Yuuko et Clow Read, ce dernier leur ayant donné leurs noms : Larg pour le noir (de la rune Laguz, la lune) et Soel pour le blanc (de la rune Sowilo, le soleil). Ils ont choisi pour anniversaire le 14 février, soit le jour de la Saint-Valentin. Ils sont plus petits de taille que l'original, 15 centimètres environ, et portent chacun une boucle d'oreille de la même couleur que le joyau sur leur front. Celle de Soel amplifierait la magie, tandis que celle de Larg la scellerait. Ils font toujours Puuu ! mais peuvent aussi parler. En outre, la paire possède de nombreux pouvoirs : ils peuvent communiquer entre eux d'une dimension à l'autre, servant ainsi d'intermédiaires entre Yuuko et le groupe de Tsubasa, que ce soit pour parler ou échanger des objets. Chacun possède également des pouvoirs particuliers : Soel a révélé posséder 128 techniques, tandis que Larg parvient à voir les esprits et à apaiser un sommeil tourmenté.
Dans les Drama CD Holitsuba Gakuen, Soel porte un uniforme féminin et Larg un uniforme masculin.
Les Mokona ont également chacun leur caractère que tout oppose. Si Soel est de nature enthousiaste, gentil et rieur, Larg est un dépressif alcoolique qui passe son temps à boire sa bouteille de saké ou à faire de la balançoire tout seul.

## Rôle
Les mokonas noir et blanc peuvent communiquer par télépathie afin de mettre en relation les personnages des deux mangas XXXHolic et Tsubasa Reservoir Chronicle ci-après dénommé TRC. Alors que leur apparence joueuse et gentille les prédestinait à un simple rôle de mascotte, ce sont en réalité des personnages à part entière disposant de forts pouvoirs magiques dont celui, pour le mokona blanc, de faire voyager un groupe entre des dimensions parallèles, et pour le noir de voir les esprits et autres fantômes. Ils sont doués d'une intelligence et d'une lucidité peu communes, même s'ils passent le plus clair de leur temps à s'amuser et à dormir.

## Voix
Dans la version japonaise de l'anime, Mika Mikuchi est la doubleuse officielle des Mokonas.

## Note de référence
- Cet article est partiellement ou en totalité issu de l'article intitulé « Mokona » (voir la liste des auteurs).